# Hiroshi Ochiai
Hiroshi Ochiai (Prefectura de Saitama, Japó, 28 de febrer de 1946) és un exfutbolista japonès.

## Selecció japonesa
Hiroshi Ochiai va disputar 63 partits amb la selecció japonesa.